# Wadung (Pakisaji)
Wadung is een bestuurslaag in het regentschap Malang van de provincie Oost-Java, Indonesië. Wadung telt 6040 inwoners (volkstelling 2010).